# 지옥은 만원이다
"지옥은 만원이다"는 한국에서 제작된 이강원 감독의 1964년 영화이다. 이예춘 등이 주연으로 출연하였고 이봉영 등이 제작에 참여하였다.

## 출연

### 주연
- 이예춘
- 김희갑
- 김동원

## 기타
- 조명: 방기찬
- 미술: 정우택